# Slonovina

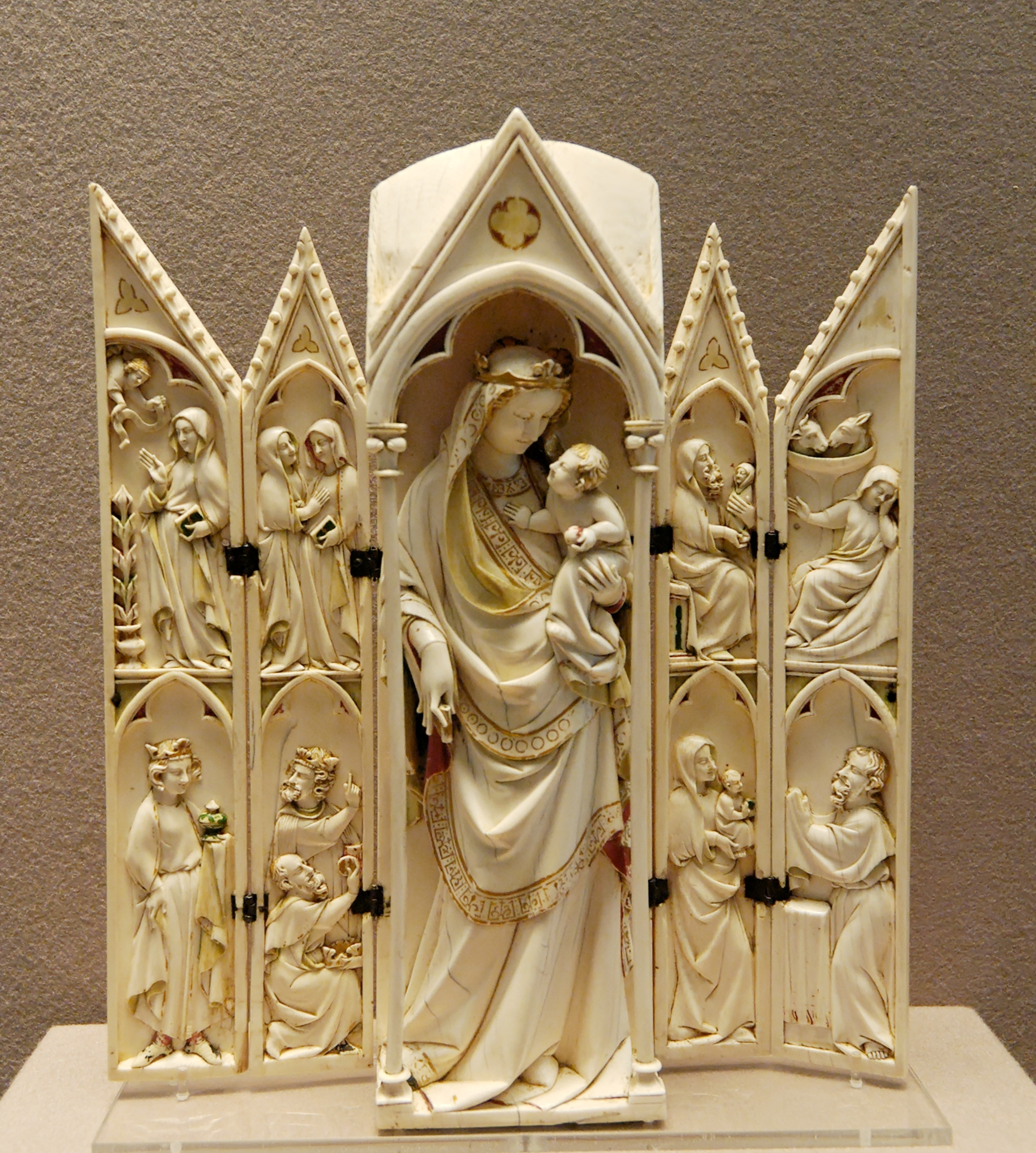
Slonovinový tabernákl s Madonnou Eleusa, konec 14. století, Francie.

Slonovina (Ebur) je zubovina sloních klů. Kly jsou u kořene duté a ve špici plné. Slonovina je jako materiál velmi tvrdá, hutná a pružná, barvu má bílou, později mírně žloutne. Je tvořena zejména dentinem. Poskytuje ji zejména slon indický a slon africký. Vyřezávají se z ní ozdobné předměty, šperky, figurky, knoflíky, intarzie. Používala se již ve starší době kamenné (paleolit). Slonovinou se někdy nazývá i nepravá slonovina, tzv. rostlinná slonovina, která se získává ze semen palmy slonovníku.
Zákaz obchodu se slonovinou je předmětem debat.
Prodej starožitností ze slonoviny v současnosti podléhá tzv. Washingtonské úmluvě, celým názvem Úmluvě o mezinárodním obchodu s ohroženými druhy volně žijících živočichů a planě rostoucích rostlin, přičemž prodej starožitností ze slonoviny není nezákonný, jen je nutné řádně doložit původ zboží.

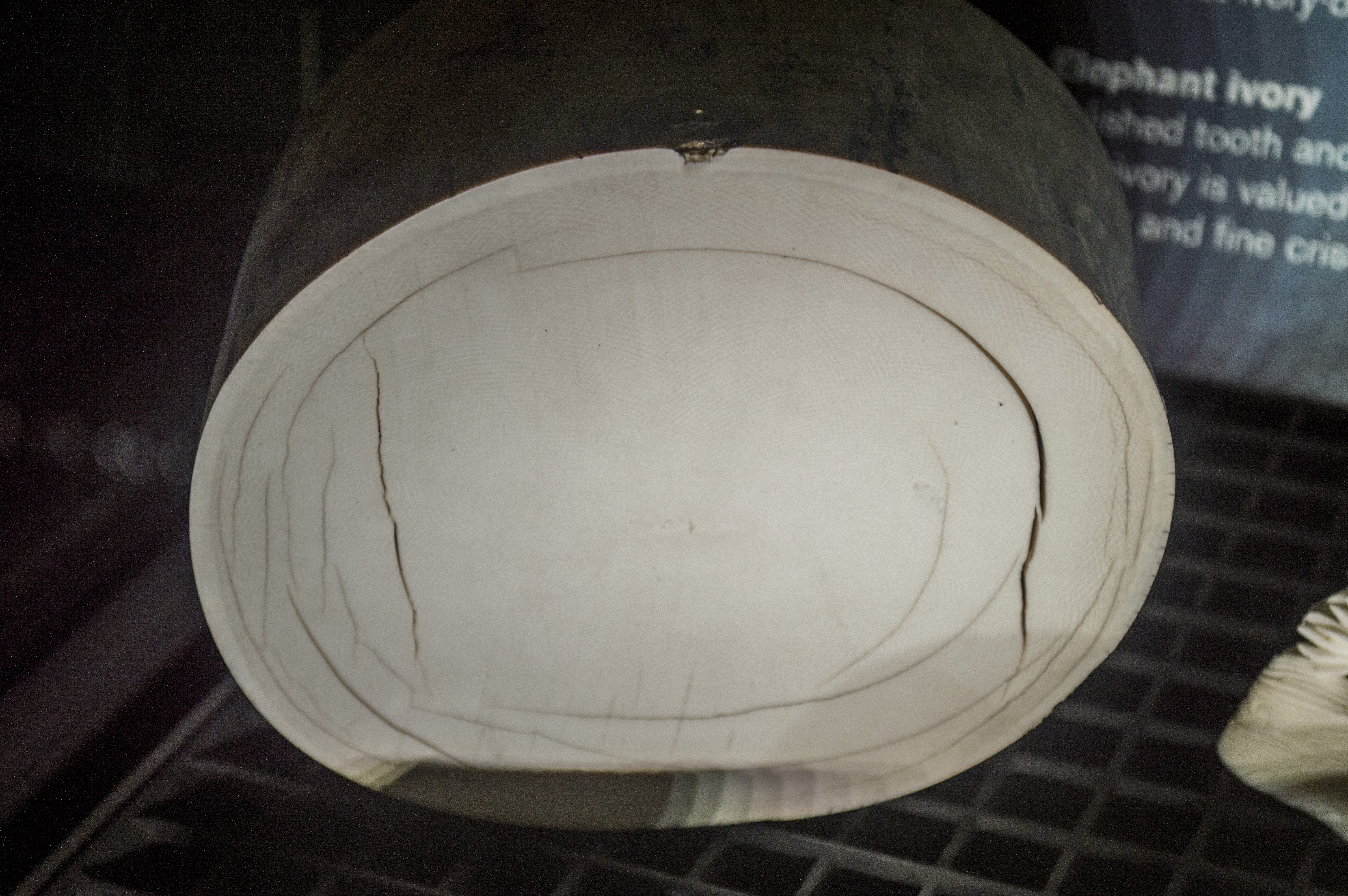
Průřez klem slona, Victoria and Albert Museum
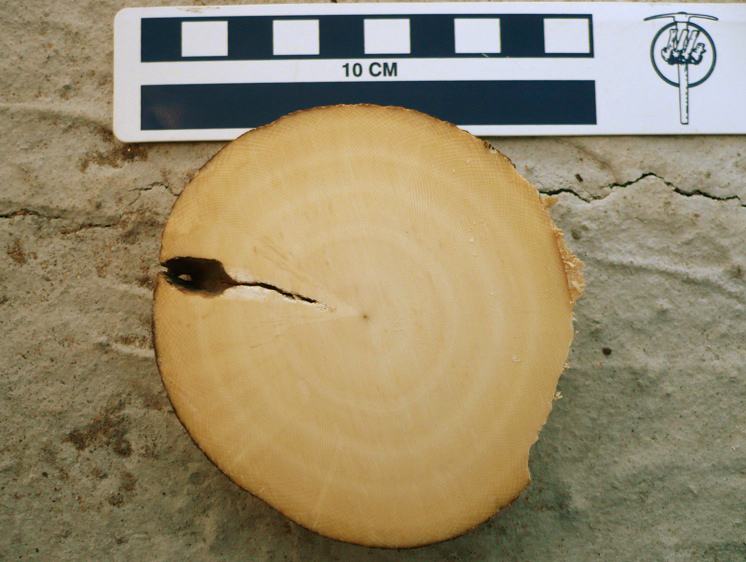
Průřez klem mamuta, Jakutsko
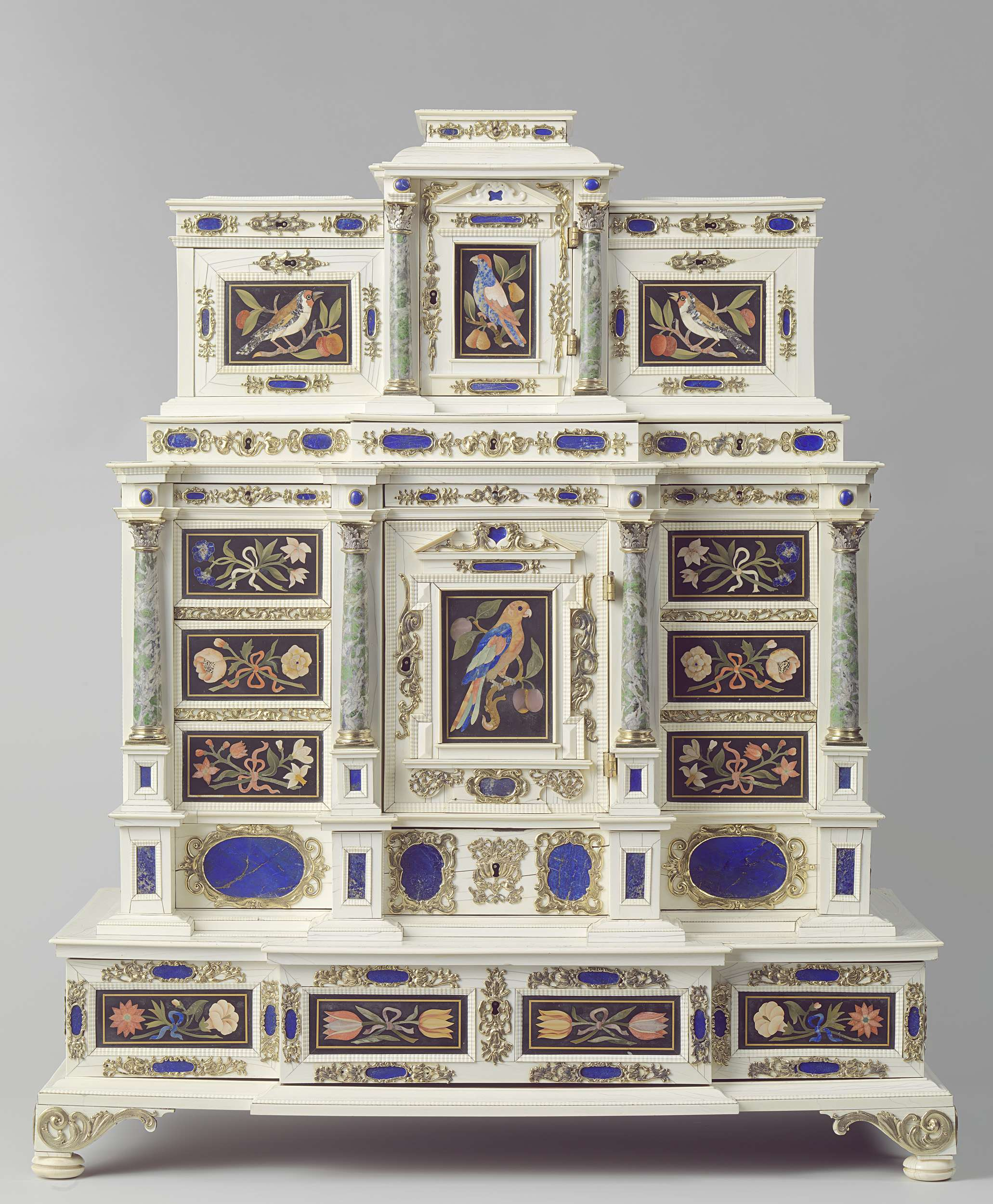
Kabinetní skříňka pokrytá slonovinou s výplněmi z pietra dura, ca. 1660–1670, Rijksmuseum